# Bab Aghmat
Bab Aghmat (en árabe: باب أغمات, lit: 'Puerta de Agmat') es la principal puerta sureste de la medina de Marrakech, Marruecos.

## Descripción
La puerta data originalmente de alrededor de 1126, cuando el gobernante almorávide Alí iben Yusuf construyó las primeras murallas de la ciudad, pero ha sido modificada desde entonces. Recibe su nombre de Aghmat, la antigua capital de los almorávides antes de Marrakech, que estaba situada en esta dirección (es decir, al sur/sureste). Es posible que la puerta también se llamara Bab Yintan, aunque esto no es seguro y este nombre puede referirse a otra puerta cercana que haya desaparecido.
Como otras puertas almorávides de la ciudad, ha sido significativamente modificada desde su construcción inicial. En su origen, lo más probable es que consistiera en un pasaje en curva que realizaba un giro de 180 grados, formando una estructura simétrica alrededor del eje de la muralla: se entraba desde el oeste a través de un bastión en el lado exterior de la muralla de la ciudad, pasando por un vestíbulo techado, y luego se salía hacia el oeste desde el bastión en el lado interior de la muralla, pasando por un patio al aire libre. En un periodo mucho más posterior, se añadió un patio amurallado con un estilo de construcción muy diferente en el extremo exterior de la puerta, obligando al tráfico a realizar un giro de 180 grados más (aunque en tiempos recientes el muro norte de este patio ha sido derribado para permitir un paso más directo). Una escalera en la esquina noreste de la puerta conduce al tejado.
Un cementerio importante, el cementerio Bab Aghmat, ocupa una amplia zona justo afuera de la puerta y también está flanqueado al oeste por el cementerio judío de la mellah de la ciudad. También cerca de la puerta y del cementerio se encuentra el Mausoleo de Sidi Yusuf ibn Ali, uno de los siete santos de Marrakech.